# Архангельське (Сурський район)
Архангельське (рос. Архангельское) — село в Сурському районі Ульяновської області Російської Федерації.
Населення становить 261 особу. Входить до складу муніципального утворення Чеботаєвське сільське поселення.

## Історія
Від 2004 року входить до складу муніципального утворення Чеботаєвське сільське поселення.

## Населення
| 2010 |
| ---- |
| 261  |